# Листан Негро
Листан негро (исп. Listán Negro) — технический (винный) сорт винограда, используемый на Канарских островах для производства красных вин.

## История и географическое распространение
Автохтонный сорт Канарских островов, где широко распространён, особенно на севере острова Тенерифе. Всего сортом занято чуть меньше 5000 Га виноградников Канарских островов.

## Виноделие
Вино из сорта производится как традиционными методами, так и карбонической мацерацией для получения ароматных лёгких вин. Некоторые виноделы Канарских островов экспериментируют с выдержкой в дубе.
Из Листан Негро производят как моносортовые вина, например, в Такоронте, так и купажные, с сортами Неграмоль, Тинтилла и Мальвазия Росада. Некоторые производители на Тенерифе также делают десертное вино из Листан негро.

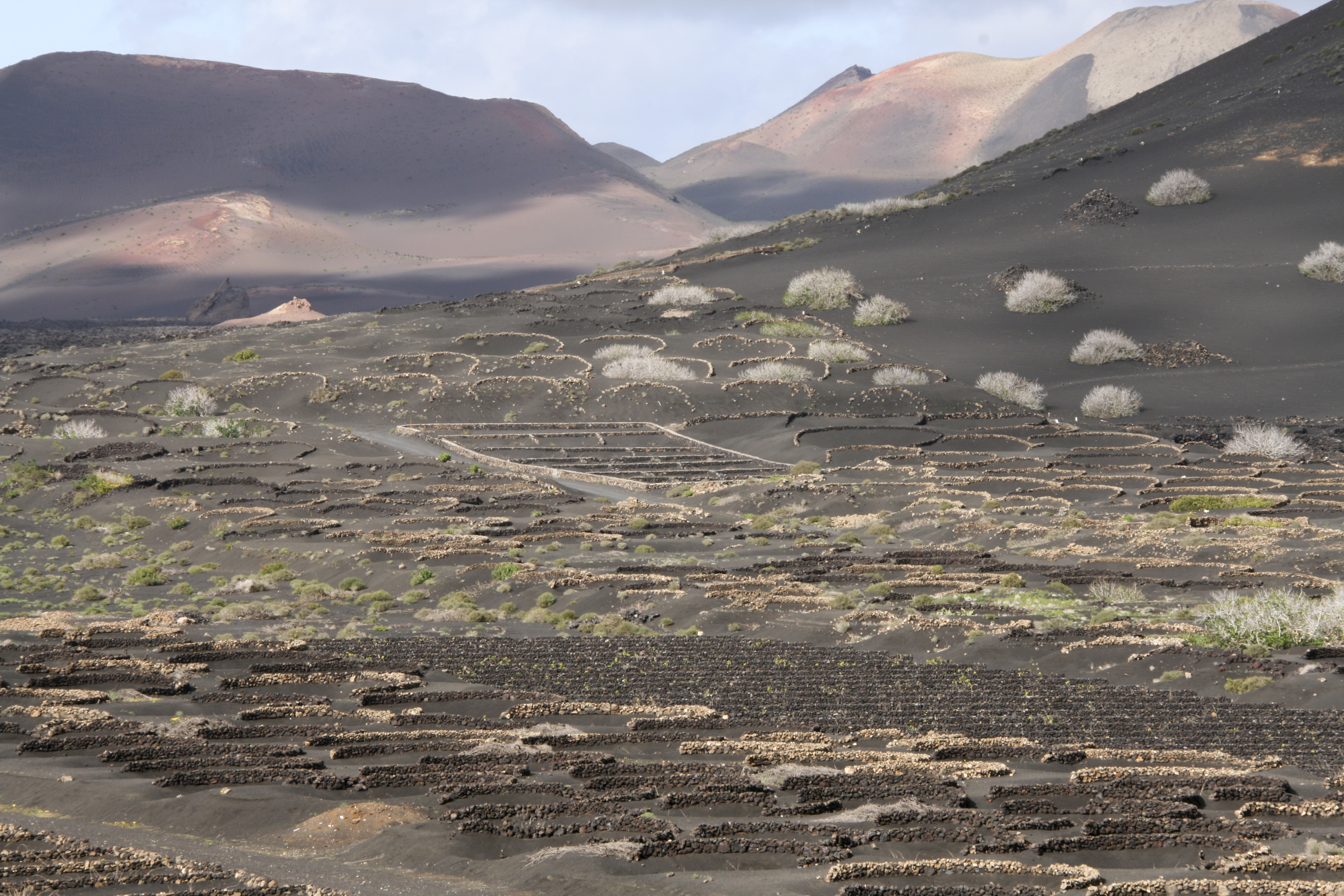
Виноградник на Лансароте

На острове Лансароте, Листан Негро выращивают в ямах, вырытых в вулканических почвах, которые порой дополнительно защищены от сильных атлантических ветров каменными стенами, выстроенными вокруг виноградных лоз полукругом. Виноградные лозы сплетаются вместе в образование, называемый «плетёный шнур».